# HD 38283
HD 38283 é uma estrela na constelação de Mensa. Com uma magnitude aparente visual de 6,70, pode ter um brilho baixo demais para ser vista a olho nu. De acordo com dados de paralaxe, do segundo lançamento do catálogo Gaia, está localizada a uma distância de 124,3 anos-luz (38,1 parsecs) da Terra.
Esta é uma estrela de classe F da sequência principal com um tipo espectral de F9.5V. Estima-se que tenha uma massa 7% superior à massa solar e um raio 45% superior ao raio solar. Está irradiando energia de sua fotosfera com 2,56 vezes a luminosidade solar a uma temperatura efetiva de 6 080 K. Sua metalicidade é inferior à solar, com um abundância de ferro de 72% da solar. É uma estrela cromosfericamente inativa com uma idade estimada de 6,5 bilhões de anos.
Em 2011, foi publicada a descoberta de um planeta extrassolar orbitando HD 38283 com um período de quase exatamente um ano (363 dias) e uma massa mínima de 33% da massa de Júpiter. A detecção foi feita pelo método da velocidade radial a partir de observações pelo Telescópio Anglo-Australiano, no período entre janeiro de 1998 e setembro de 2010. Os dados de velocidade radial obtidos podem ser modelados como um planeta em uma órbita excêntrica de 363 dias, ou como dois planetas com órbitas circulares com períodos de 363 e 121 dias (em ressonância 3:1). Não foram encontradas evidências conclusivas da existência de um segundo planeta, e o modelo mais simples de um planeta foi preferido.
| Planeta | Massa           | Semieixo maior (UA) | Período orbital (dias) | Excentricidade |
| ------- | --------------- | ------------------- | ---------------------- | -------------- |
| b       | >0,34 ± 0,02 MJ | 1,02 ± 0,07         | 363,2 ± 1,6            | 0,41 ± 0,16    |